# Supercopa de España 1998
La Supercopa de España 1998 è stata la quindicesima edizione della Supercoppa di Spagna.
Si è svolta nell'agosto 1998 in gara di andata e ritorno tra il Barcellona, vincitore della Primera División 1997-1998 e della Coppa del Re 1997-1998, e il Maiorca, finalista della Coppa del Re 1997-1998.
A conquistare il titolo è stato il Maiorca che ha vinto la gara di andata a Palma di Maiorca per 2-1 e quella di ritorno a Barcellona per 1-0.

## Partecipanti
| Squadre    | Qualificazione                                                            | Partecipazioni precedenti (il grassetto indica la vittoria)     |
| ---------- | ------------------------------------------------------------------------- | --------------------------------------------------------------- |
| Barcellona | Vincitore della Primera División 1997-1998 e della Coppa del Re 1997-1998 | 10 (1983, 1985, 1988, 1990, 1991, 1992, 1993, 1994, 1996, 1997) |
| Maiorca    | Finalista della Coppa del Re 1997-1998                                    | Nessuna                                                         |

## Tabellini

### Andata
| Arbitro: | López Nieto |

|                        |           |          |
| Dani 57’ Stanković 80’ | Marcatori | 16’ Xavi |

| Maiorca | Barcellona |

| Maiorca:      |    |                     |    |     |
|               |    |                     |    |     |
| P             | 17 | Carlos Roa          |    |     |
| D             | 12 | Lauren              |    |     |
| D             | 5  | Marcelino           |    |     |
| D             | 4  | Gustavo Siviero     |    |     |
| D             | 3  | Miquel Soler        |    |     |
| C             | 15 | Francisco Soler (c) | 1’ |     |
| C             | 23 | Vicente Engonga     |    |     |
| C             | 11 | Jovan Stanković     |    |     |
| C             | 10 | Ariel Ibagaza       |    |     |
| A             | 24 | Ariel López         |    | 76’ |
| A             | 9  | Dani                |    | 86’ |
| Sostituzioni: |    |                     |    |     |
| A             | 22 | Leonardo Biagini    |    | 76’ |
| D             | 7  | Lluís Carreras      |    | 86’ |
| Allenatore:   |    |                     |    |     |
| Héctor Cúper  |    |                     |    |     |

| Barcellona:    |    |                    |     |     |
|                |    |                    |     |     |
| P              | 1  | Ruud Hesp          |     |     |
| D              | 3  | Samuel Okunowo     | 61’ | 67’ |
| D              | 4  | Miguel Ángel Nadal |     |     |
| D              | 2  | Michael Reiziger   |     |     |
| D              | 5  | Roger              | 23’ | 46’ |
| C              | 26 | Xavi               |     |     |
| C              | 10 | Giovanni           |     |     |
| C              | 15 | Phillip Cocu       |     |     |
| A              | 23 | Boudewijn Zenden   | 75’ | 77’ |
| A              | 21 | Luis Enrique       | 17’ |     |
| A              | 11 | Rivaldo            |     |     |
| Sostituzioni:  |    |                    |     |     |
| D              | 12 | Sergi Barjuan      |     | 46’ |
| D              | 5  | Abelardo           |     | 67’ |
| C              | 30 | Luis García        |     | 77’ |
| Allenatore:    |    |                    |     |     |
| Louis van Gaal |    |                    |     |     |

### Ritorno
| Arbitro: | Díaz Vega |

|  |           |          |
|  | Marcatori | 29’ Dani |

| Barcellona | Maiorca |

| Barcellona:    |    |                    |     |     |
|                |    |                    |     |     |
| P              | 13 | Ruud Hesp          |     |     |
| D              | 22 | Samuel Okunowo     |     | 61’ |
| D              | 20 | Miguel Ángel Nadal |     |     |
| D              | 2  | Michael Reiziger   | 45’ |     |
| D              | 24 | Roger              |     | 46’ |
| C              | 15 | Phillip Cocu       |     |     |
| C              | 10 | Giovanni           | 81’ |     |
| C              | 11 | Rivaldo            |     |     |
| A              | 7  | Luís Figo (c)      |     |     |
| A              | 21 | Luis Enrique       |     |     |
| A              | 23 | Boudewijn Zenden   |     | 46’ |
| Sostituzioni:  |    |                    |     |     |
| D              | 12 | Sergi Barjuan      |     | 46’ |
| A              | 6  | Óscar              |     | 46’ |
| C              | 8  | Albert Celades     | 77’ | 61’ |
| Allenatore:    |    |                    |     |     |
| Louis van Gaal |    |                    |     |     |

| Maiorca:      |    |                     |     |     |
|               |    |                     |     |     |
| P             | 17 | Carlos Roa          | 34’ |     |
| D             | 12 | Lauren              | 34’ |     |
| D             | 5  | Marcelino           | 85’ |     |
| D             | 4  | Gustavo Siviero     |     |     |
| D             | 3  | Miquel Soler        |     |     |
| C             | 23 | Vicente Engonga     |     |     |
| C             | 15 | Francisco Soler (c) | 42’ |     |
| C             | 11 | Jovan Stanković     |     |     |
| C             | 10 | Ariel Ibagaza       | 18’ | 67’ |
| A             | 9  | Dani                |     | 87’ |
| A             | 24 | Ariel López         |     | 55’ |
| Sostituzioni: |    |                     |     |     |
| A             | 22 | Leonardo Biagini    |     | 55’ |
| C             | 16 | Óscar Arpón         |     | 67’ |
| D             | 7  | Lluís Carreras      |     | 87’ |
| Allenatore:   |    |                     |     |     |
| Héctor Cúper  |    |                     |     |     |